# Tonight I'm Yours
Tonight I'm Yours är ett musikalbum av Rod Stewart. Albumet släpptes i november 1981 på skivbolaget Warner Bros.. Stewart hade på det tidigare albumet Blondes Have More Fun utforskat discomusik, och på det här albumet var flera av låtarna influerade av syntpop. Albumets titelspår "Tonight I'm Yours" och "Young Turks" släpptes som singlar och blev hits på båda sidor av Atlanten.

## Låtlista
1. "Tonight I'm Yours (Don't Hurt Me)" (Jim Cregan/Kevin Savigar/Rod Stewart) - 4:11
2. "How Long" (Paul Carrack) - 4:14
3. "Tora, Tora, Tora (Out With the Boys)" (Rod Stewart) - 4:32
4. "Tear It Up" (Johnny Burnette/Dorsey Burnette) - 2:28
5. "Only a Boy" (Jim Cregan/Kevin Savigar/Rod Stewart) - 4:10
6. "Just Like a Woman" (Bob Dylan) - 3:57
7. "Jealous" (Carmine Appice/Jay Davis/Danny Johnson/Rod Stewart) - 4:33
8. "Sonny" (Jim Cregan/Kevin Savigar/Rod Stewart/Bernie Taupin) - 4:04
9. "Young Turks" (Carmine Appice/Duane Hitchings/Kevin Savigar/Rod Stewart) - 5:03
10. "Never Give Up on a Dream" (Jim Cregan/Rod Stewart/Bernie Taupin) - 4:22

## Listplaceringar
| Lista (1981-1982) | Position             |
| ----------------- | -------------------- |
| Frankrike         | 16                   |
| Island            | 5 (DV Vinsældalisti) |
| Kanada            | 1 (RPM)              |
| Nederländerna     | 12                   |
| Norge             | 20 (VG-lista)        |
| Nya Zeeland       | 4                    |
| Storbritannien    | 8 (UK Albums Chart)  |
| Sverige           | 2 (Topplistan)       |
| USA               | 11 (Billboard 200)   |
| Västtyskland      | 42                   |